# Блажиево
Блажиево е село в Западна България. То се намира в община Бобошево, област Кюстендил.

## География
Село Блажиево е малко, красиво селце, което се намира в подножието на Рила планина. Отстои на 6 км от град Дупница. През него тече река Верница, която се влива в Джерман.

## Население
Численост и дял на етническите групи според преброяването на населението през 2011 г.:
|                     | Численост | Дял (в %) |
| Общо                | 444       | 100,00    |
| Българи             | 443       | 99,77     |
| Турци               | 0         | 0,00      |
| Цигани              | 0         | 0,00      |
| Други               | 0         | 0,00      |
| Не се самоопределят | 0         | 0,0       |
| Неотговорили        | 0         | 0,00      |

## Културни и природни забележителности
- Паметник на загиналите в Илинденско-Преображенското въстание

## Редовни събития
Хората в село Блажиево почитат два от най-големите български празника с курбан – Гергьовден и Димитровден. Преди празника доброволци от селото минават и събират продукти за курбана, всеки човек, който има възможност и иска дава по нещо за направата му. След това се приготвя гозбата, на Димитровден от теле, а на Гергьовден от агне. В деня на празника хората се събират в двора на църквата, свещеникът чете молитва и освещава казаните с курбана. След това хората нареждат съдовете които за донесли и готвачът разпределя гозбата. Всеки отнася своя съд вкъщи и с това се обядва, всеки член от семейството трябва да опита поне по малко, за здраве.
Всяка година в село Блажиево, се организира събор. На този ден се събират хора от цялото село и околните градове на площада да се забавляват. Всяка година гостуват популярни изпълнители, които изпълняват предимно народни песни и се оформят дълги хора. Има много сергии, от които хората могат да си купят сувенир за спомен.

## Личности
- Поликарп Белоградчишки (р. 1978 г.) – български духовник, Белоградчишки епископ, викарий на софийската митрополия.